# デ・ハビランド バンパイア
デ・ハビランド
DH.100 バンパイア
バンパイア T.55
- 用途：戦闘機
- 製造者：デ・ハビランド・エアクラフト社
- 運用者

  -  イギリス（イギリス空軍/海軍）他
- 初飛行：1943年9月20日[1]
- 生産数：3,268機
- 運用開始：1945年
- 退役：1990年（スイス、練習機型）
- 運用状況：退役

DH.100 バンパイア（英: de Havilland DH.100 Vampire）は、イギリスの航空機メーカーデ・ハビランド社が開発したジェット戦闘機である。世界各国で使用された。

## 開発と特徴
バンパイアの開発は、イギリス空軍 (RAF) が仕様E.6/41を1941年に出したことから開始された。ジェットエンジン黎明期の当時は、それまでのレシプロエンジンとは全く異なるジェットエンジンを搭載するための機体形式がまだ定まっていなかったので様々な形式が考案され、本機もジェットの排気をスムーズに後方へ流し、かつ機体重量の軽減を図るため、双ブーム形式で後部にジェットエンジンを装備した短い胴体と尾翼をつなげることにした。後にシービクセンまで受け継がれた双ブームジェット戦闘機の始まりである。さらにモスキートで培った経験を生かし、木製合板をコクピット周辺を構成する素材として使用した。
原型機は1943年9月20日に初飛行した。これはグロスター ミーティアの初飛行から遅れること約半年であり、本機はイギリスで2番目のジェット戦闘機となった。テストの結果は良好でイギリス空軍は1944年5月に140機の生産・配備を決定した。続いて1945年には160機が追加発注されたが、第二次世界大戦中で既存の機体の大量生産が優先されたため、量産型が部隊配備されたのは1946年からとなってしまった。
当初の装備エンジンは推力1,225 kgfのゴブリンIであったが、途中から推力1,410 kgfのゴブリンII、そして推力1,520 kgfのゴブリン3に換装された。また与圧キャビン化や水滴風防の採用などの改良も生産開始から早い段階で行われた。本機のエンジンは単発であり、速度性能では双発のミーティアよりも劣っていた。ただし、ミーティアのエンジン配置は双発レシプロ戦闘機と同様の古めかしいスタイルであり、運動性では双ブーム形式の本機の方が上回っていた。

## 生産と運用

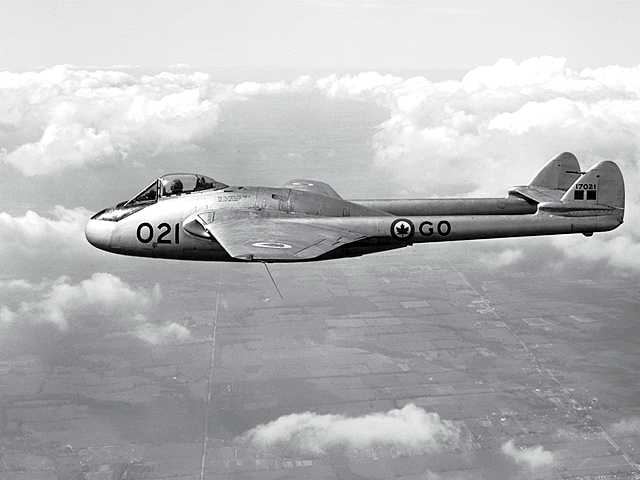
カナダ空軍のバンパイア F.3

バンパイアは、まず迎撃機として部隊配備されたが、燃料搭載量が少なく航続距離が短すぎる点が指摘されたため、燃料搭載量を増やした改良型F.3が作られた。F.3は1947年4月にイギリス国内に配備、翌年から1952年まで実戦部隊で運用された。しかし、最も多く生産されたのは戦闘爆撃機型のFB.5で、1949年から部隊配備が始まった。この型はイギリス本土のみならず、ヨーロッパ大陸や中東、極東に広く配備され1950年代のマラヤにおける武装蜂起の鎮圧などにも用いられた。この他、熱帯地域型や夜間戦闘機型、練習機型などが生産され、特に練習機型T.11は1951年にイギリス空軍の標準練習機として採用された。戦闘機型は1950年代中頃に第一線を引いたが、練習機型は1966年まで訓練に使用され、その後も数機が1970年代初期まで使用されていた。
低価格で構造も単純であったバンパイアはジェット黎明期の機体としてはかなりの成功作であり、各形式合わせて約3,500機以上が生産され各国の空軍に導入された。また、オーストラリア、イタリア、スイス、フランス、インドなどでライセンス生産され、それぞれの国で独自の改良を施していた。インド空軍は1948年にF-3、1949年から1950年にFB.9、1957年から1959年にNF.54を取得した。スイスでは練習機型が1990年まで現役にあった。
日本の航空自衛隊も、国産ジェット練習機T-1 (T1F1) の技術研究用として1956年（昭和31年）にT.55を1機購入している。「バンパイア・トレーナー」と通称されたこの機体の導入には、サイド・バイ・サイド式座席配置の研究が狙いであったとされるが、アメリカ規格とは相当に異なるなどの点から結局はあまり見るべき所がないとされ、短時間の飛行テストが数回行われただけで1960年（昭和35年）には早くも用廃処分となり、しばらく地上教材機として使われた後、展示機になった。日章旗様の国籍マークを付けた同機は浜松基地で保管されている（2022年9月時点）。

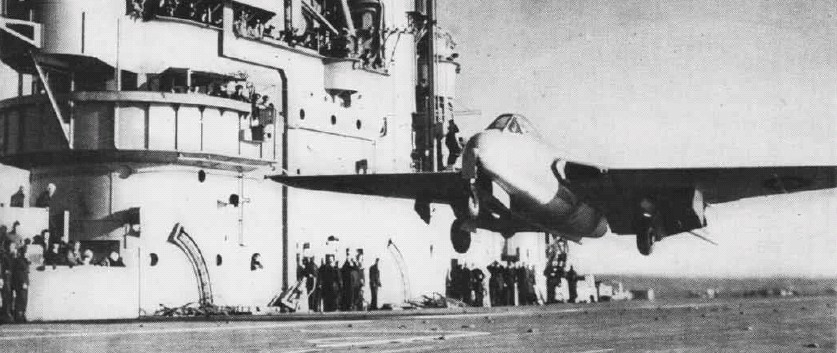
空母「オーシャン」上で空母運用試験を行うバンパイア

海軍でもジェット戦闘機に関心を持っており、本機の導入を検討した。まず航空母艦運用のために改造された試作1号機でテストが行われ、1945年12月3日に空母「オーシャン」への着艦に成功した。これによりバンパイアは、世界で初めて空母に着艦した純ジェット機となった。海軍では空母から運用するため所定の改装を施した機体をシーバンパイア (Sea Vampire) として採用した。シーバンパイアは航空母艦から運用された初のジェット艦上戦闘機といわれているが、海軍が導入した機体はわずか20機で全てジェット機の訓練用に使用された。これは、初期のジェット機はスロットルの反応が遅く着艦が難しかったことと、本機の初期型は航続距離が極端に短かったことが理由であった。

## バリエーション
バンパイア
- F.1 - 最初の量産型。

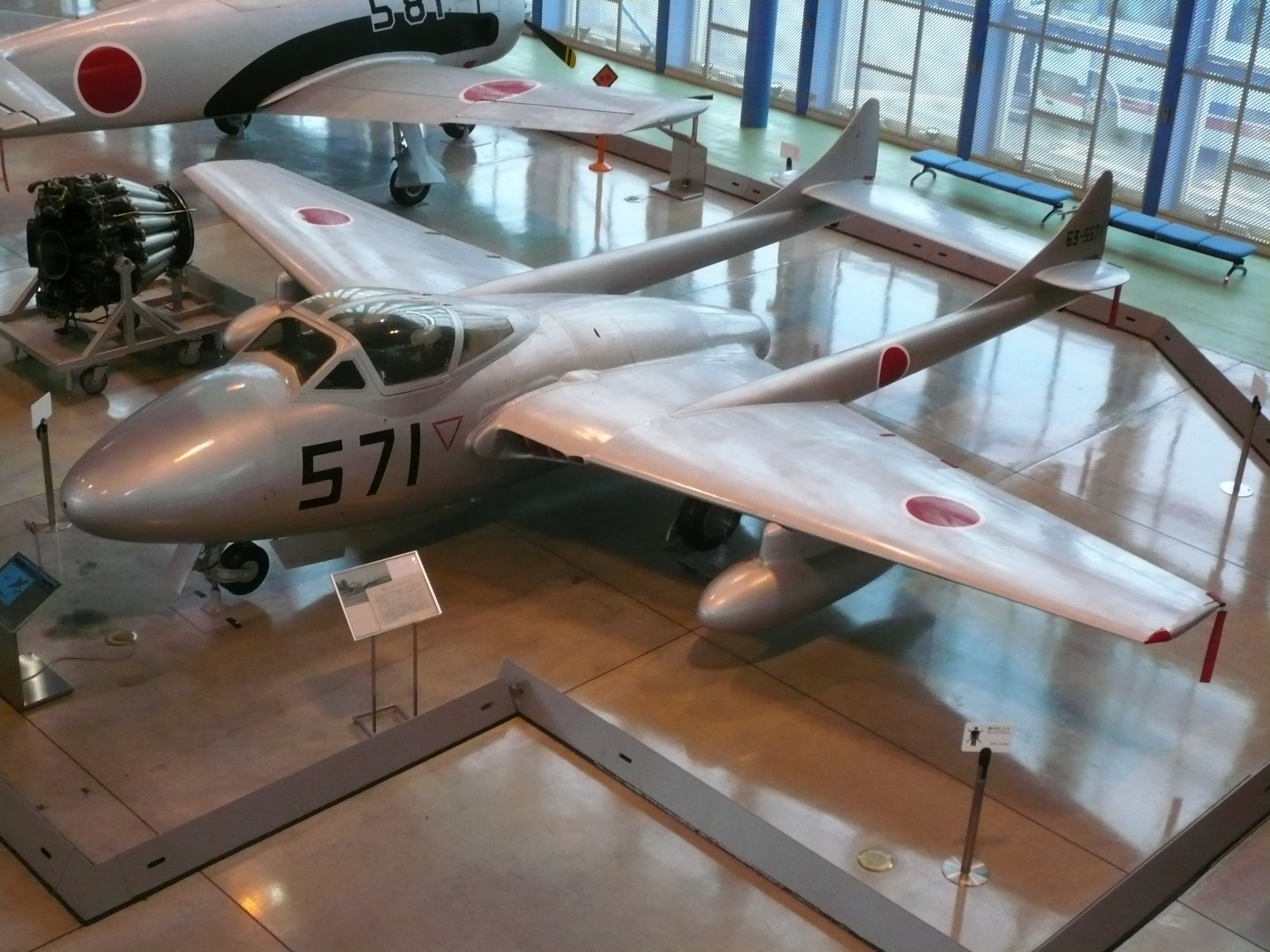
航空自衛隊浜松広報館で展示されるバンパイア T.55

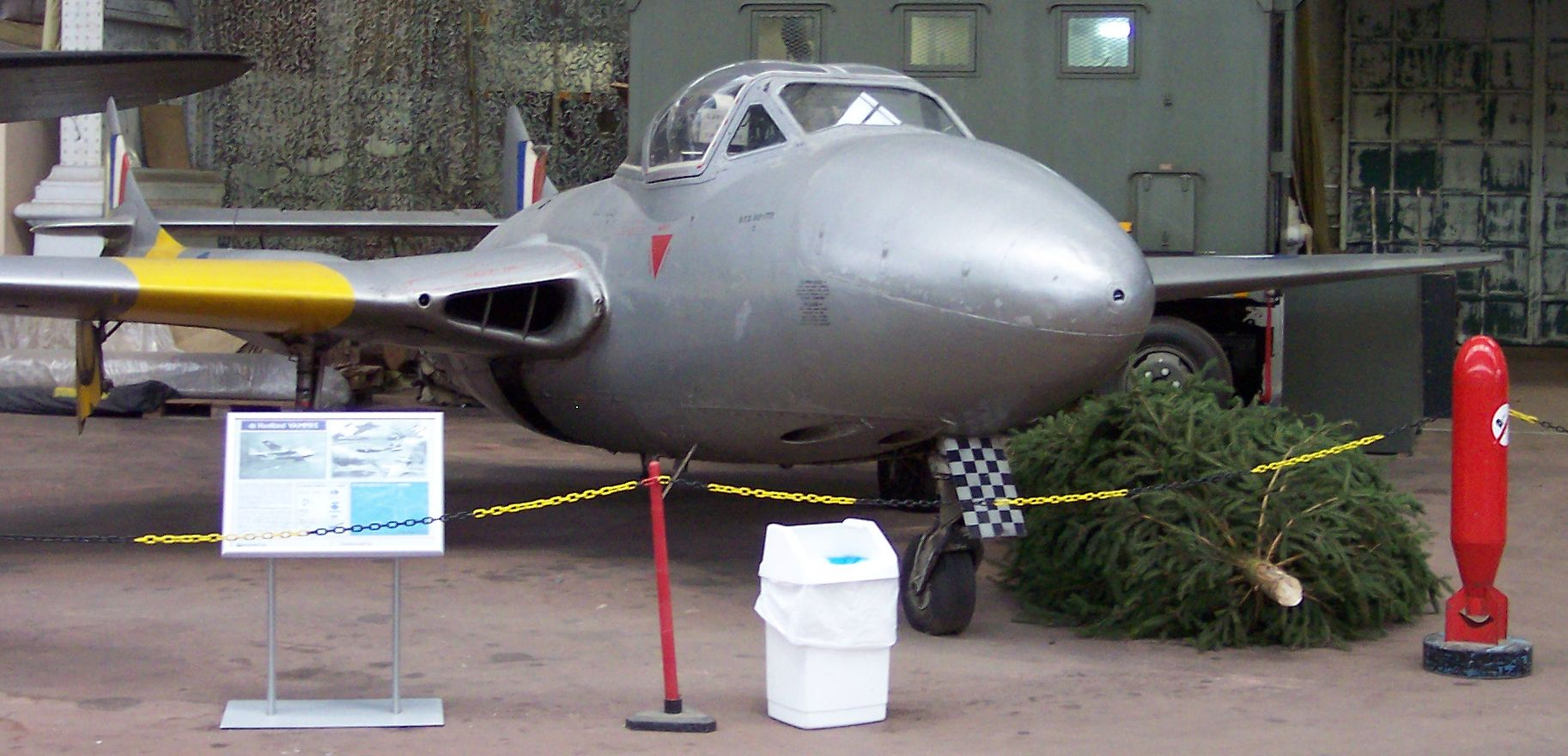

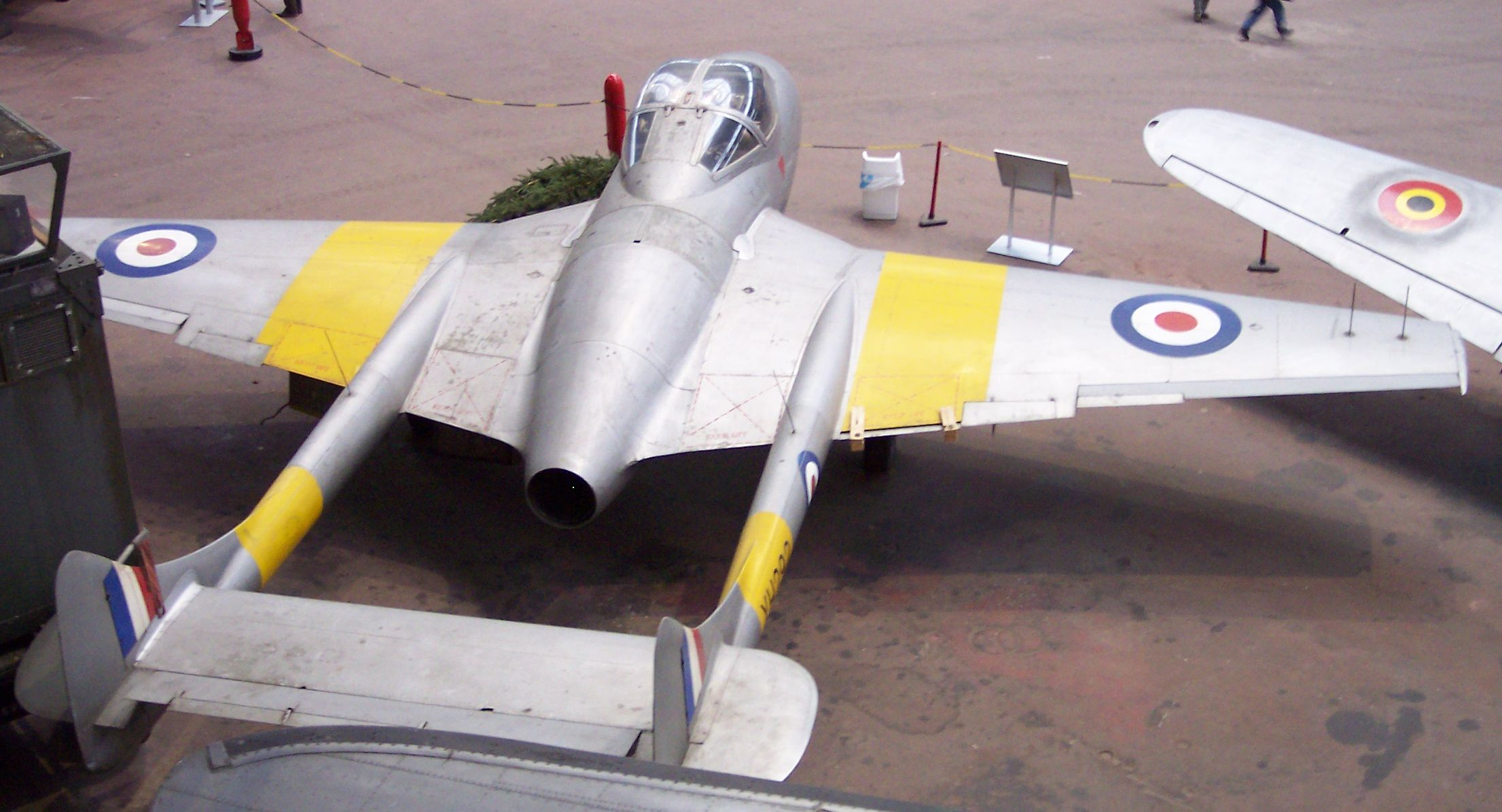

- F.2 - ロールス・ロイス ニーンエンジン搭載。試作のみ。
- F.3 - 主翼を強化、翼端を短縮、燃料容量を増加。
- FB.5 - 戦闘爆撃機型。ゴブリン2エンジンを搭載。
- FB.6 - FB.5のエンジンをゴブリン3エンジンに変更。スイス向け。
- FB.8 - 主翼を設計し直し、エンジンも強化。のちに「ベノム (Venom)」へ改称された。
- FB.9 - FB.5を熱帯地域で運用できるようにした型式。ゴブリン3エンジン搭載。コックピットに空調装置を装備。
- NF.10 - 複座夜間戦闘機型。サイド・バイ・サイド式のコックピットとレーダーを装備。
- T.11 - NF.10を基にした複座練習機型。ごく初期の量産機を除いて射出座席を装備。
- F.30/FB.31/F.32 - オーストラリア向けの戦闘機型。ニーンエンジン搭載。
- T.33/34/34A/35/35A - オーストラリア向けの練習機型。ニーンエンジン搭載。
- FB.50 - スウェーデン向け。
- FB.52 - FB.6の輸出向け。
- FB.52A - イタリア向け。
- FB.53 - フランス向けニーンエンジン搭載型。シュド・エスト社が「ミストラル (Mistral)」の名称でライセンス生産した。
- NF.54 - 輸出向け夜間戦闘機型。
- T.55 - 輸出向け練習機型、

シーバンパイア
- F.20 - バンパイア FB.5の海軍型。
- F.21 - バンパイア F.3から改造された試験機。ゴム引きの甲板に車輪を使用せず着艦する試験に使用された。
- T.22 - バンパイア T.11の海軍型。

## 運用国
- オーストラリア
- オーストリア
- ビルマ連邦
- カナダ
- セイロン
- コンゴ共和国
- チリ
- ドミニカ共和国
- エジプト
- フィンランド
- フランス
- イギリス
- インドネシア
- インド
- アイルランド

- イタリア
- イラク
- ヨルダン
- 日本
富士重工業がT-1 (練習機)の研究・調査用にT.55を1機購入。現在では航空自衛隊浜松広報館にて展示。2021年（令和3年）に撤去。
- レバノン
- メキシコ
- ノルウェー
- ニュージーランド
- ポルトガル
- ローデシア
- スウェーデン
- シリア

## スペック
FB.5
- 全幅：11.6 m
- 全長：9.4 m
- 全高：2.69 m
- 重量：3,290 kg
- 最大速度：861 km/h
- 航続距離：1,842 km
- 武装 
  - 固定武装：20mm機銃×4門
  - 爆弾225 kg×2または爆弾454 kg×2またはロケット弾×8、増槽2本

## 登場作品
- 小説：ギャビン・ライアル『本番台本』
原題 "Shooting Scrip" (en) 。1966年刊行。中央アメリカの国家「レププレリカリブラ」（架空の国）が購入した戦闘機として登場する。
- ゲーム：ユービーアイソフト『ブレイジングエンジェルス2 シークレットミッション・オブ・WWII』
2008年に運営開始。フランス製のオンラインゲーム。特定のミッション限定のプレイヤー機体として選択可能。
- アニメ：『AIKa ZERO』
2009年（平成21年）に発売された日本のOVA作品。山内則康監督作品。21世紀を舞台とする作品であるが、ヒロインが移動や戦闘に使用する。
- ゲーム：Gaijin Entertainment『War Thunder』
2016年に運営開始。ハンガリー製のオンラインゲーム。プレイヤーが操縦可能な機体として、FB.5、FB.52、FB.50（ゲーム内名称はJ28B）が登場する。
- ゲーム：コーエー『鋼鉄の咆哮 ウォーシップコマンダー』
イギリス型の航空機として登場。
- ゲーム：マイクロキャビン『紺碧の艦隊2 ADVANCE』
イギリスの戦闘機として登場。